# ハーシャッド数
ハーシャッド数（ハーシャッドすう、英: harshad number）とは、自然数の各位の数字和が元の数の約数に含まれている自然数である。
例えば、315の約数は (1, 3, 5, 7, 9, 15, 21, 35, 45, 63, 105, 315) であって、各位の和は 3 + 1 + 5 = 9 である。9は315の約数なので、315はハーシャッド数である。
ハーシャッド数はインドの数学者 D. R. カプレカル（英語表記: D. R. Kaprekar、カプレカー数の考案者でもある）によって定義され、サンスクリット語の harṣa （喜び）と da （与える）が語源である。イヴァン・ニーベンの名を冠し、ニーベン数（Niven number）とも呼ばれる。
ハーシャッド数は無数に存在し、そのうち最小の数は1である。十進法でのハーシャッド数を1から小さい順に列記すると
1, 2, 3, 4, 5, 6, 7, 8, 9, 10, 12, 18, 20, 21, 24, 27, 30, 36, 40, 42, 45, 48, 50, 54, 60, 63, 70, 72, 80, 81, 84, 90, 100, …（オンライン整数列大辞典の数列 A005349）

## 定義
自然数 X を n 進法で m 桁の数とする。右端から k 桁目の数字を ak (k = 1, 2, 3, …, m) とすると、
{\displaystyle X=\sum _{k=1}^{m}a_{k}n^{k-1}}
である。
{\displaystyle X=A\sum _{k=0}^{m}a_{k}}
を満たす自然数 A が存在するとき、X は n 進法でのハーシャッド数である。

## 性質
n 進法の場合、1 から n までの数および nk（k は自然数）は必ずハーシャッド数である。特に 1, 2, 4, 6 の 4 数だけは何進法においてもハーシャッド数となる。
ハーシャッド数は 1 桁の素数と 10 自体が素数である場合を除いて全て合成数である。
H. G. Grundman は1994年に、十進法では 21 個以上の連続する自然数が全てハーシャッド数になるような組はないことを証明した。また彼は 20 個の連続する自然数が全てハーシャッド数になる最小の組を見つけ、それらは 1044363342786 を超える数である。二進法では 4 つの連続する自然数が全てハーシャッド数であるような組は無数に存在し、三進法では 6 つの連続する自然数が全てハーシャッド数であるような組が無数に存在する。これらの事実は T. Cai によって1996年に証明された。一般的にそれらの数の組は n 進法で N × nk − n から N × nk + (n − 1) までの連続する 2n 個の数である。ここで N はある定数で k は比較的大きな数である。
数の間に 0 が連続して続く数を使って無数にハーシャッド数を作ることができる。例えば 21 を使うと、21, 201, 2001, 20001 などは全てハーシャッド数になる。
自然数 x 以下のハーシャッド数の個数を N(x) とおくと、どんな正の数 ε に対しても以下の式が成り立つ。
{\displaystyle x^{1-\varepsilon }\ll N(x)\ll {\frac {x\log \log x}{\log x}}}
これは Jean-Marie De Koninck と Nicolas Doyon によって証明された。De Koninck、Doyon、Kátai はまた
{\displaystyle N(x)=(c+o(1)){\frac {x}{\log x}}}
を証明した。ただし c = 14/27 log10 = 1.1939… である。
各位の和 (ハーシャッド数の基数、数字和) が1, 3, 9となる数はすべてハーシャッド数である。特に10の累乗数はすべてハーシャッド数である。

## 一覧
| 基数 (各位の和) | 10000以下の 個数 | 値の例                                                                                           | 値の詳細 |
| --------------- | ---------------- | ------------------------------------------------------------------------------------------------ | -------- |
| 1               | 5                | 1, 10, 100, 1000, 10000, 100000, 1000000, 10000000, 100000000, …                                 | A011557  |
| 2               | 7                | 2, 20, 110, 200, 1010, 1100, 2000, 10010, 10100, 11000, 20000,…                                  | A069537  |
| 3               | 20               | 3, 12, 21, 30, 102, 111, 120, 201, 210, 300, 1002, 1011,…                                        | A052217  |
| 4               | 12               | 4, 40, 112, 220, 400, 1012, 1120, 1300, 2020, 2200, 3100, 4000,…                                 | A063997  |
| 5               | 22               | 5, 50, 140, 230, 320, 410, 500, 1040, 1130, 1220, 1310, 1400, 2030,…                             | A069540  |
| 6               | 50               | 6, 24, 42, 60, 114, 132, 150, 204, 222, 240, 312, 330,…                                          | A062768  |
| 7               | 18               | 7, 70, 133, 322, 511, 700, 1015, 1141, 1204, 1330, 2023, 2212,…                                  | A063416  |
| 8               | 25               | 8, 80, 152, 224, 440, 512, 800, 1016, 1160, 1232, 1304, 1520,…                                   | A069543  |
| 9               | 220              | 9, 18, 27, 36, 45, 54, 63, 72, 81, 90, 108, 117, 126,…                                           | A052223  |
| 10              | 63               | 190, 280, 370, 460, 550, 640, 730, 820, 910, 1090, 1180,…                                        | A218292  |
| 11              | 16               | 209, 308, 407, 506, 605, 704, 803, 902, 2090, 3080,…                                             | A283742  |
| 12              | 113              | 48, 84, 156, 192, 228, 264, 336, 372, 408, 444,…                                                 | A333814  |
| 13              | 36               | 247, 364, 481, 715, 832, 1066, 1183, 1417, 1534, 1651,…                                          | A283737  |
| 14              | 41               | 266, 392, 518, 644, 770, 1148, 1274, 1526, 1652, 1904, 2156,…                                    |          |
| 15              | 136              | 195, 285, 375, 465, 555, 645, 690, 735, 780, 825,…                                               |          |
| 16              | 41               | 448, 592, 736, 880, 1168, 1456, 1744, 2176, 2464, 2608,…                                         |          |
| 17              | 41               | 476, 629, 782, 935, 1088, 1394, 1547, 1853, 2159, 2465,…                                         |          |
| 18              | 335              | 198, 288, 378, 396, 468, 486, 558, 576, 594, 648, 666, 684,…                                     |          |
| 19              | 33               | 874, 1387, 1558, 1729, 2584, 2755, 2926, 3097, 3268, 3439,…                                      |          |
| 20              | 16               | 3980, 4880, 5780, 5960, 6680, 6860, 7580, 7760, 7940, 8480,…                                     |          |
| 21              | 85               | 399, 588, 777, 966, 1596, 1659, 1785, 1848, 1974, 2289,…                                         |          |
| 22              | 32               | 2398, 2596, 2794, 2992, 3388, 3586, 3784, 3982, 4378, 4576,…                                     |          |
| 23              | 20               | 1679, 1886, 3749, 3956, 4577, 4784, 4991, 5198, 5819, 6647,…                                     |          |
| 24              | 48               | 888, 1896, 1968, 2688, 2976, 3696, 3768, 3984, 4488, 4776,…                                      |          |
| 25              | 7                | 4975, 5875, 6775, 7675, 8575, 9475, 9925, 13975, 14875, 15775,…                                  |          |
| 26              | 9                | 1898, 5876, 6578, 7748, 7982, 8684, 8918, 9386, 9854, 12896,…                                    |          |
| 27              | 76               | 999, 1998, 2889, 2997, 3699, 3888, 3969, 3996, 4698, 4779,…                                      |          |
| 28              | 4                | 7588, 8596, 8848, 9856, 13888, 14896, 17668, 18676, 18928, 19684,…                               |          |
| 29              | 5                | 4988, 7598, 7859, 9686, 9947, 15689, 16994, 17777, 18299, 19865,…                                |          |
| 30              | 0                | 39990, 48990, 49890, 49980, 57990, 58890, 58980, 59790, 59880, 59970,…                           |          |
| 31              | 2                | 8959, 9796, 17887, 25699, 25978, 28489, 28768, 29884, 36859, 37696,…                             |          |
| 32              | 0                | 17888, 27968, 29696, 29984, 36896, 39488, 39776, 46688, 46976, 48992,…                           |          |
| 33              |                  | 42999, 43989, 44979, 45969, 46959, 47949, 48939, 49929, 52899, 52998,…                           |          |
| 34              |                  | 28798, 37978, 38896, 48688, 48994, 57868, 58786, 59398, 63988, 67966,…                           |          |
| 35              |                  | 57995, 59885, 69965, 76895, 78785, 86975, 88865, 89495, 95795, 97685,…                           |          |
| 36              |                  | 29988, 38988, 39888, 39996, 47988, 48888, 48996, 49788, 49896, 49968,…                           |          |
| 37              |                  | 37999, 38998, 39997, 47989, 48988, 49987, 57979, 58978, 59977, 67969,…                           |          |
| 38              |                  | 59888, 76988, 78698, 88958, 89984, 95798, 98876, 129998, 179588, 187796,…                        |          |
| 39              |                  | 49998, 67899, 69888, 78897, 79599, 87789, 88959, 89778, 89895, 95979,…                           |          |
| 40              |                  | 699880, 789880, 798880, 799960, 879880, 888880, 889960, 897880, 898960, 899680, 969880, 978880,… |          |
| 41              |                  | 177899, 188969, 277898, 288599, 288968, 295979, 299669, 369779, 377897, 388598,…                 |          |
| 42              |                  | 88998, 189798, 197988, 198996, 199878, 289968, 296898, 298788, 299796, 359898, 369978,…          |          |
| 43              |                  | 99889, 179998, 188899, 299968, 388978, 397879, 459799, 477988, 486889,…                          |          |
| 44              |                  | 479996, 489896, 499796, 578996, 579788, 588896, 589688, 598796,…                                 |          |
| 45              |                  | 499995, 589995, 598995, 599895, 599985, 679995, 688995, 689895,…                                 |          |

上記の一覧表でも明確な通り、ハーシャッド数は3の倍数 (基数、自然数ともに) に多いことがわかる。
- 各基数における最小のハーシャッド数は A002998、2番目は A245065 を参照。
- 各基数 n における n 番目のハーシャッド数は A082260 を参照。

## 各種数列
- ハーシャッド数がフィボナッチ数である数は

1, 2, 3, 5, 8, 21, 144, 2584, …（オンライン整数列大辞典の数列 A117774）
- ハーシャッド数が三角数である数は

1, 3, 6, 10, 21, 36, 45, 120, 153, 171, 190, 210, 300, …（オンライン整数列大辞典の数列 A076713）
- ハーシャッド数が平方数である数は

1, 4, 9, 36, 81, 100, 144, 225, 324, 400, 441, 576, 900, 1296, 1521, …（オンライン整数列大辞典の数列 A118547）
- ハーシャッド数が楔数である数は

30, 42, 70, 102, 110, 114, 190, 195, 230, 266, 285, 322, 370, 399, 402, …
- ハーシャッド数が五角数である数は

1, 5, 12, 70, 117, 210, 247, 330, 715, 782, 1080,…（オンライン整数列大辞典の数列 A242043）
- ハーシャッド数が立方数である数は

1, 8, 27, 216, 512, 1000, 1728, 4913, 5832, 8000, 13824, …（オンライン整数列大辞典の数列 A118720）
- 立方数になるハーシャッド数のうち、各位の和の基数と n3 の n が等しい数は

1, 512, 4913, 5832, 17576, 19683 （オンライン整数列大辞典の数列 A061209）
- ハーシャッド数が回文数である数は

1, 2, 3, 4, 5, 6, 7, 8, 9, 111, 171, 222, 252, 333, 414, 444, 555, …（オンライン整数列大辞典の数列 A082232）
- ハーシャッド数が半素数である数は

4, 6, 9, 10, 21, 111, 133, 201, 209, 247, 407, …（オンライン整数列大辞典の数列 A118693）
- ハーシャッド数のうち、(元の数) ÷ (各位の和)で求められた商がまたハーシャッド数になり、最後には1となる数がある。その数は

1, 2, 3, 4, 5, 6, 7, 8, 9, 12, 18, 21, 24, 27, 36, 42, 45, 48, 54, 63, 72, 81, 84, 108, 162, 216, 243, 324, 378, 405, …（オンライン整数列大辞典の数列 A114440）
（例：216 ÷ (2+1+6) = 24 → 24 ÷ (2+4) = 4 → 4 ÷ 4 = 1）
- ハーシャッド数でかつ各位の積で割り切れる数（ズッカーマン数）は

1, 2, 3, 4, 5, 6, 7, 8, 9, 12, 24, 36, 111, 112, 132, 135, 144, 216, 224, 312, 315, 432, 612, 624, 735, 1116, …（オンライン整数列大辞典の数列 A038186）
（例：216 ÷ (2+1+6) = 24、216 ÷ (2×1×6) = 18）
- ハーシャッド数で各位の和かつ因数分解の合計も基数に等しい数（スミス数）は

4, 27, 378, 576, 588, 645, 648, 666, 690, 825, 915, 1872, 1908, 1962, 2265, 2286, 2484, 2556, 2688, 2934,…（オンライン整数列大辞典の数列 A334527）
（例①：4 = 22、2 × 2 = 2 + 2 = 4
例②：378 (18) = 2 × 33 × 7、2 + 3 × 3 + 7 = 3 + 7 + 8 = 18
例③：645 (15) = 3 × 5 × 43、3 + 5 + 4 + 3 = 6 + 4 + 5 = 15）
- 2の累乗数でハーシャッド数になるのは1桁の1～8（20～23）と512（29）のみ。3の累乗数でハーシャッド数になるのは

1, 3, 9, 27, 81, 243, 19683, 59049, 177147,…（オンライン整数列大辞典の数列 A67500）
であり、5の累乗数では1桁の1, 5と、390625のみである。
素数の累乗数の中でハーシャッド数になるのは
2, 3, 4, 5, 7, 8, 9, 27, 81, 243, 512, 2401, 4913,…（オンライン整数列大辞典の数列 A111747）
- 階乗数のうちハーシャッド数でない最小の数は 432! である。